# Fotograf

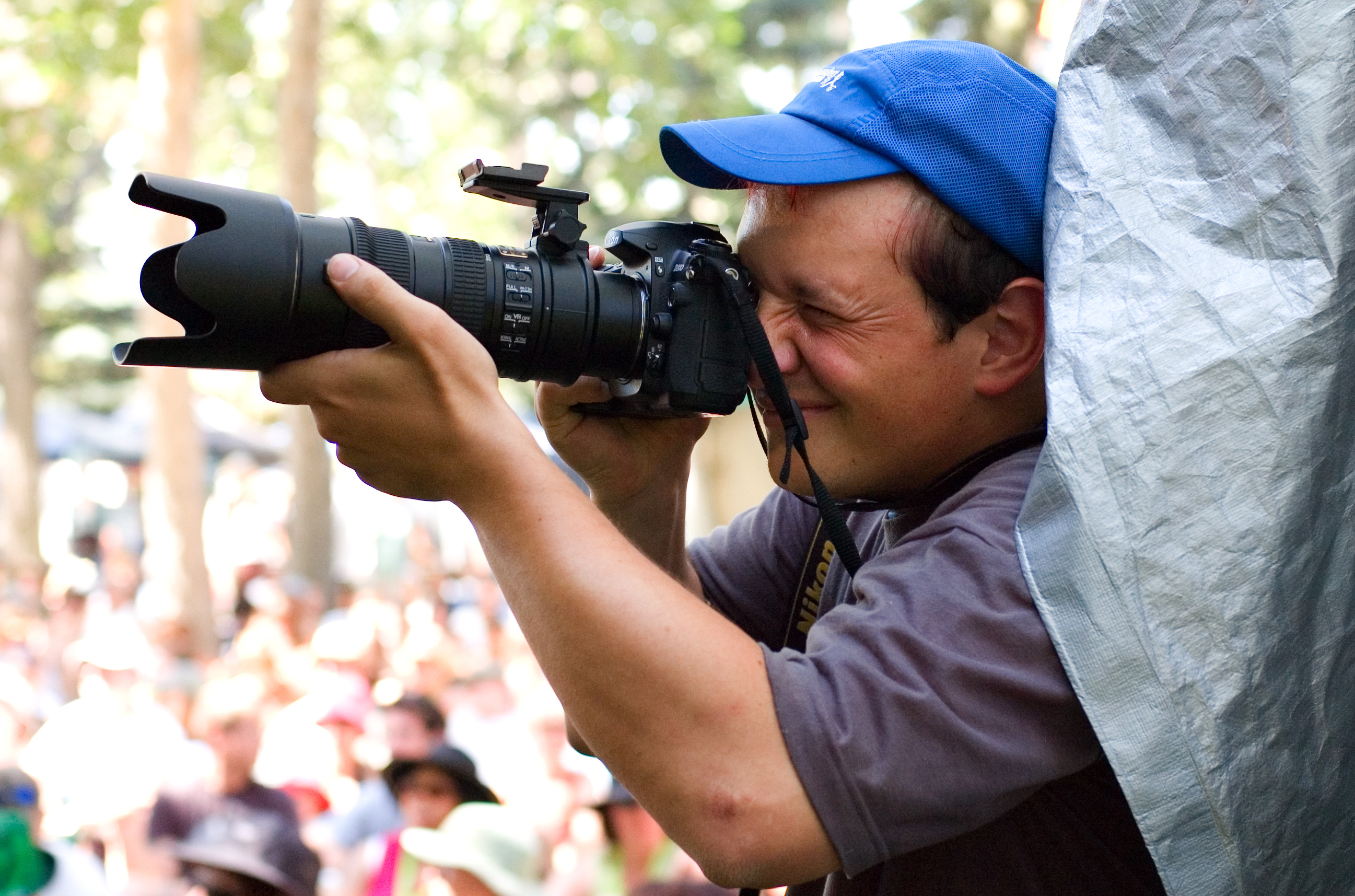
Fotograf

Fotograful este acea persoană care se ocupă de executarea fotografiilor, începând cu fixarea imaginilor (sau fotografiatul) pe peliculă, sau mai nou înregistrarea lor într-o cameră digitală și terminând cu expunerea lor pe un suport solid din hârtie sau pe un DVD. Este o meserie apărută odată cu apariția fotografiei.
Termenul „fotograf” derivă din „fotografie”, un termen ce provine din limba greacă, prin alăturarea cuvintelor φῶ (phos), care înseamnă „lumină” și γραφή (graphe), care înseamnă „desen”.

## Atribuții și tipuri de fotografi
Ca și în alte arte, definițiile amatorilor și profesioniștilor nu sunt în întregime categorice. 
Sunt numiți fotografi de ocazii, aceia care fotografiază diferite momente din viața fiecărui om cum ar fi căsătoria, botezul, copilăria, familia și diferite alte activități casnice. Acești fotografi pot fi atât amatori, cât și profesioniști.
Un fotograf amator face poze din plăcere pentru a-și aminti evenimentele, locurile sau prietenii fără intenția de a vinde imaginile altora.
Un fotograf profesionist este mai degrabă cel ce face fotografii pentru o sesiune și cu o taxă de cumpărare a imaginii, prin salariu sau prin afișarea, revânzarea sau utilizarea acestor fotografii.
Un fotograf profesionist poate fi un angajat, de exemplu la un ziar, sau poate contracta pentru a acoperi un anumit eveniment planificat, cum ar fi nunta sau absolvirea, sau pentru a ilustra o publicitate. Fotoreporterii, sunt profesioniștii, care prin activitatea lor, aduc la vedere aspecte din diferite evenimente din lumea încojurătoare: evenimente politice, războaie, aspecte sociale, evenimente deosebite și multe altele.
Fotograful de nuntă este o persoană specializată pe aceasta nișă și este diferit celelalte tipuri de fotografi datorita experienței sale în acest domeniu. De cele mai multe ori mirii nu cunosc datinile si obiceiurile nuntilor iar fotograful are rolul de a-i "indruma" pe acestia pe tot parcursul evenimentului.